# Blausteinstraße 18 (Korschenbroich)

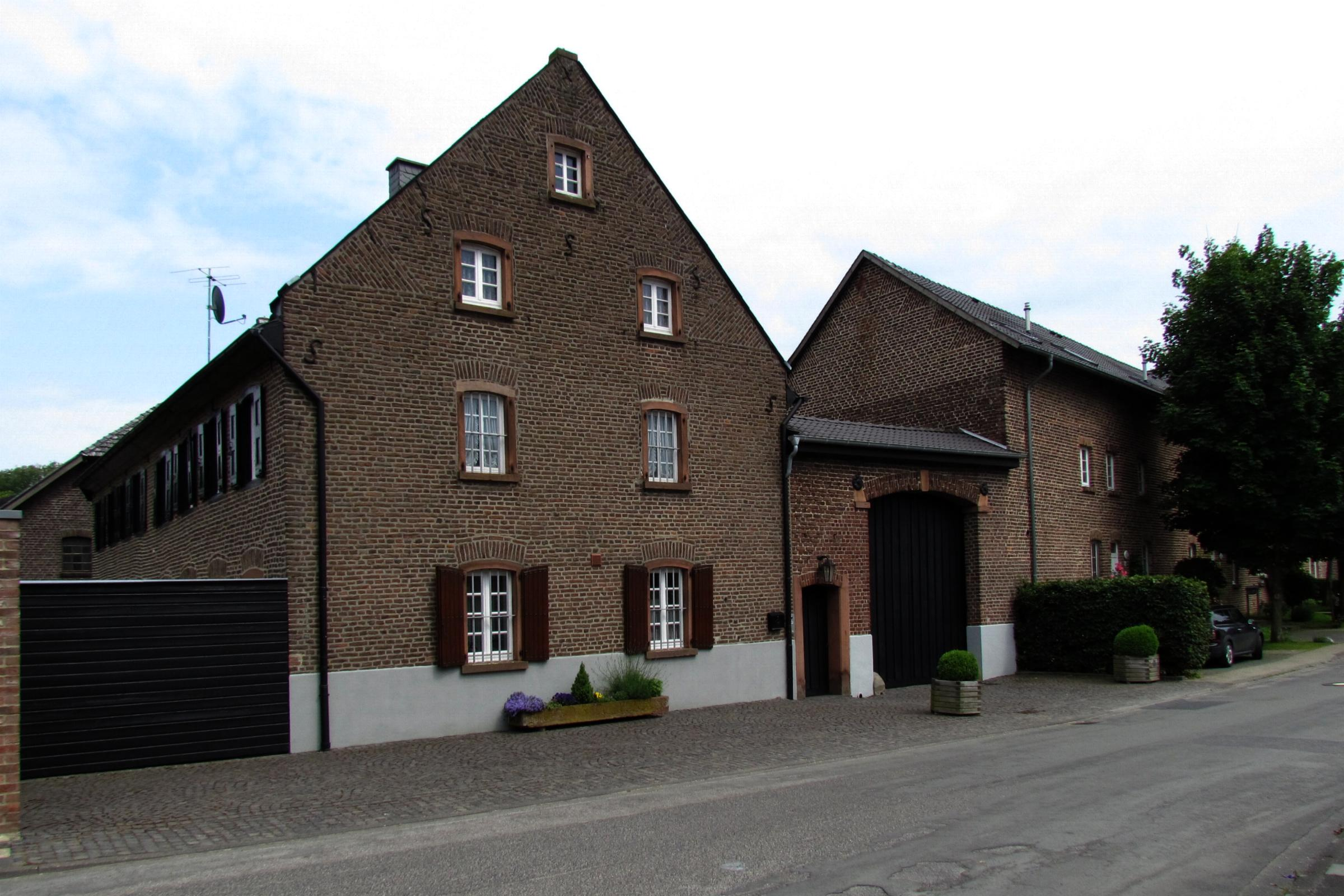
Backsteinhofanlage

Die Backsteinhofanlage Blausteinstraße 18 steht im Stadtteil Glehn in Korschenbroich im Rhein-Kreis Neuss in Nordrhein-Westfalen.
Das Gebäude wurde im 18. Jahrhundert erbaut und unter Nr. 177 am 14. Februar 1991 in die Liste der Baudenkmäler in Korschenbroich eingetragen.

## Architektur
Es handelt sich hier um eine vierflügelige Backsteinhofanlage aus dem 18. Jahrhundert. Das Wohnhaus ist zweigeschossig in 2:8 Achsen erstellt und weist Sandsteingewände mit Korbbogen auf. Die Scheunentrakte sind aus dem Jahr 1854 (Datierung in Torkeilstein).
Trotz insgesamt geringfügigen Veränderungen hat diese Hofanlage ihr ursprüngliches Erscheinungsbild erhalten. Diese Hofanlage erfüllt die Voraussetzungen des § 2 DSchG NW zur Eintragung in die Denkmalliste. Sie ist bedeutend für die Geschichte des Menschen als kulturgeschichtliches Zeugnis der Arbeits- und Wohnverhältnisse im 18. Jahrhundert und für Städte und Siedlungen im ortsgeschichtlichen Sinne. Für deren Erhaltung und Nutzung liegen wissenschaftliche, hier architektur- und siedlungsgeschichtliche Gründe vor.